# André-Louis Perinetti
Pour les articles homonymes, voir Perinetti.
André-Louis Perinetti, né le 7 août 1933 à Asnières-sur-Seine, et mort le 3 avril 2017 à Trouville-sur-Mer, est un metteur en scène et directeur de théâtre français. Il a dirigé de nombreux théâtres nationaux de France.

## Biographie
André-Louis Perinetti fait sa scolarité au lycée Turgot, puis il étudie l’économie et le droit. Il entreprend ensuite des études de théâtre à l’université du Théâtre des Nations en 1962, d’abord comme élève, puis comme directeur d’atelier en 1963, avant d’en devenir le directeur en 1966.
En 1968, André Malraux le nomme directeur du Théâtre de la Cité internationale. Il prend ses fonctions en ayant reçu pour mission de « calmer le jeu » après les événements de Mai 68 en y proposant une « animation audacieuse ». Il a été le premier en France à mettre en scène Václav Havel.
Au cours des années 1970 et 80, il mène de nombreuses missions pour le ministère de la Culture en France et en Côte d'Ivoire, et pour l’UNESCO au Brésil.
En 1972, il dirige le Théâtre national de Strasbourg, puis le Théâtre national de Chaillot de 1975 à 1981,.
André-Louis Perinetti est président de la chaire UNESCO « Théâtre et Cultures des Civilisations » en 1997, et membre du directoire du Laboratoire de Recherche sur les arts de la scène au CNRS. Il a été secrétaire général de l’Institut international du théâtre (IIT) de 1984 à 2003 puis en devient le président d’honneur en 2003.

## Mises en scène
Liste non exhaustive
- 1983 : Volpone de Jules Romains,
- 1978 : Cyrano ou les soleils de la raison de Claude Bonnefoy,
- 1975 : Jocaste de René Ehni,
- 1972 : Le Rapport dont vous êtes l’objet de Václav Havel, Théâtre de la Cité internationale,
- 1972 : Richard III de William Shakespeare, Théâtre de la Cité internationale,
- 1972 : Les Ressources naturelles de Pierre Laville, Théâtre national de Strasbourg.
- 1973 : Le Roi sauvage de Serge Béhar,
- 1971 : Mon violoncelle pour un cheval de Victor Haïm, Festival d'Avignon,
- 1971 : Babel 75 de Serge Béhar,
- 1971 : Adieu Véronique de Serge Béhar,
- 1970 : Octobre à Angoulême de Jean Thenevin, Théâtre de la Cité internationale,
- 1969 : Api 2067 de Robert Gurik,
- 1968 : Le Voyage au Brésil de Guy Foissy, Théâtre de l'Alliance française,
- 1967 : En regardant tomber les murs de Guy Foissy
- 1966 : L’Arthrite de Guy Foissy,
- 1966 : Le Fichier d’après Tadeusz Różewicz,
- 1965 : L’Évènement de Guy Foissy,
- 1965 : Rapport pour une académie de Franz Kafka,

## Distinction
- Chevalier de la Légion d'honneur (1996)[11].
- Chevalier de l'ordre des Arts et des Lettres
- Médaille PICASSO de l'Unesco (2004)
- Docteur honoris causa de l'université de Bratislava

## Biographie
- Louise Vigeant, « Un théâtre pour la paix : entretien avec André-Louis Perinetti », Jeu : revue de théâtre, n° 92, (3) 1999, p. 53-63.